# Van Heemstralaan 5-7
Het woonblok Van Heemstralaan 5-7 staat aangeschreven als Gezichtsbepalend bij de gemeente Baarn aan de Van Heemstralaan in Baarn in de provincie Utrecht. 
De witte bepleisterde huizen staan op de hoek met de Ferdinand Huycklaan.

## Bedrijven
In 1904 werd de smederij op nummer 7 verplaatst naar het rechterdeel van nummer 5, achter de nog bestaande inrijdeuren. Later waren hier een rijwielzaak, een motoren fabriek (Firma Vis) en een liftenfabriek. In 1907 is het café van nummer 7 verbouwd tot woning.